# Борнуур
Борнуур (монг. Борнуур) — сомон аймака Туве, Монголия.
Центр сомона — посёлок Борнуур находится в 156 километрах от города Зуунмод и в 110 километрах от столицы страны — Улан-Батора.
Есть школа, больница, культурно-торговые центры.

## География
По территории сомона протекает река Бороо. Водятся олени, косули, волки, лисы, корсаки, зайцы.
Климат резко континентальный. Средняя температура января -20°С, июля +20°С. В год в среднем выпадает 265 мм осадков.

## Экономика
Население разводит свиней, выращивают картофель и овощи. Более 600 семей занимаются добычей золота.

## Известные уроженцы
- Г. Пурэвбат (род. 1965) — мастер буддийской иконографии, искусствовед.
- Ч. Отгонцэцэг (род. 1991) — лыжница, участница зимних Олимпийских игр 2014.